# 氯氧化锆
二氯氧化锆，化学式ZrOCl2，一般为八水合物（ZrOCl2·8H2O）的形式存在。无水物尚未被发现。
熔点为150°C，沸点为210°C。

## 性质
二氯氧化锆为白色针状或丝状结晶。水溶性良好，也溶于甲醇、乙醇和醚，微溶于盐酸，不溶于其他有机溶剂。

## 制备
用盐酸溶解氢氧化锆沉淀物，得到氯氧化锆，再经蒸发浓缩、冷却结晶、粉碎，制得二氯氧锆成品。
{\displaystyle {\rm {\ Zr(OH)_{4}+2HCl+5H_{2}O\rightarrow ZrOCl_{2}\cdot 8H_{2}O}}}

## 用途
二氯氧化锆用于制造二氧化锆，及其他涂料干燥剂、橡胶添加剂等。此外，亦可以做耐火材料、陶瓷釉料和润滑剂。 